# Fernanda Oliveira
Fernanda Ryff Moreira Oliveira (* 19. Dezember 1980 in Porto Alegre) ist eine brasilianische Seglerin.

## Erfolge
Fernanda Oliveira nahm fünfmal in der 470er Jolle an Olympischen Spielen teil. Mit Maria Krahe kam sie bei ihrem Olympiadebüt 2000 in Sydney nicht über den 19. Platz hinaus, vier Jahre darauf erreichte sie mit Adriana Kostiw in Athen den 17. Platz. Bei den Olympischen Spielen 2008 in Peking gewann sie mit Isabel Swan die Bronzemedaille, als sie die Regatta mit 60 Punkten hinter dem australischen und dem niederländischen Boot abschloss. Die Spiele 2012 in London beendete sie mit Ana Luiza Barbachan auf dem sechsten Rang, 2016 in Rio de Janeiro wurden Oliveira und Barbachan Achte.
Sie ist verheiratet und hat zwei Kinder.